# Асен Тодоров
Асен Тодоров (на македонска литературна норма: Асен Тодоров) е новинар, общественик и политик от Социалистическа република Македония.

## Биография
Роден е на 17 февруари 1913 година в окупирания от сръбски войски по време на Балканската война Скопие. Завършва средно образование в родния си град, а след това учи в Математическия факултет на Белградския университет. Бил е заместник-председател на младежката организация на Белградския университет и председател на Студентското дружество „Вардар“. От 1936 става член на МАНАПО, а от следващата година на ЮКП. Същата година публикува в списание „Луч“ песента „Мак“. След Втората световна война започва работа в поверенството (министерството) за просвета към правителството на СРМ. През 1945 става помощник-директор на ТАНЮГ за Македония, а впоследствие редактор на Радио Скопие и секретар на секретариатът за информация на Събранието на СРМ. Между 1964 и 1975 е помощник-главен редактор на вестник „Нова Македония“.